# Rotten Row

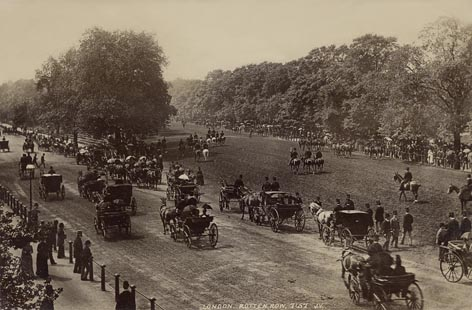
La Rotten Row nel 1894

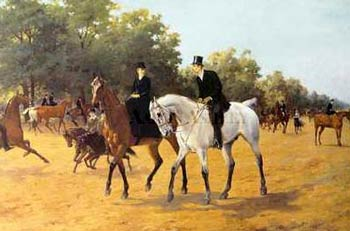
Membri della buona società mentre passeggiano sulla strada

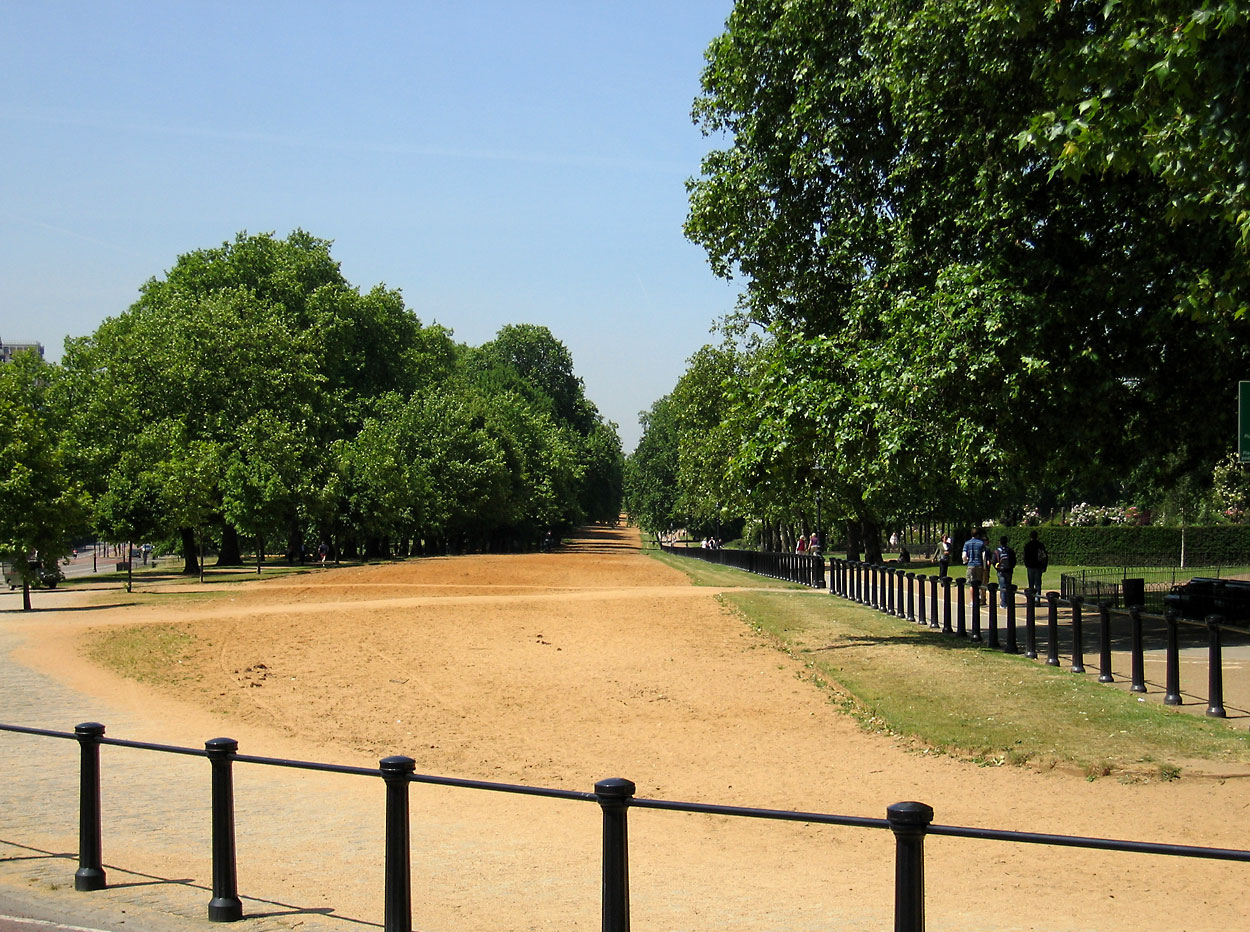
La Rotten Row oggi

La Rotten Row è una strada che si trova presso Hyde Park, a Londra. Realizzata nel Seicento, è stata una via di passeggio per la buona società londinese, ora è una strada dove possono transitare i cavalli (galoppatoio) anche se non è molto utilizzata.
A volere la realizzazione di questa strada fu il re Guglielmo III alla fine del Seicento. Nel 1690 furono posti lungo la strada trenta lampioni funzionanti ad olio, facendo di lei la prima strada illuminata del regno d'Inghilterra. Il nome Rotten Row deriva dal francese Route de Roi, che significa Strada del Re.  
Dal Settecento la strada divenne un punto d'incontro molto frequentato dell'Upper class londinese che, in particolare la domenica dei mesi più caldi, si ritrovava qui per lunghe passeggiate o cavalcate.
La sabbia che ricopre la strada fu messa per facilitare la corsa dei cavalli della Household Cavalry.

## Riferimenti
- Royal Parks storia di Hyde Park.